# 旧曲新歌
《旧曲新歌》是由崔砚君、冯巩、李艺、徐小帆创作，冯巩、郭冬临在2000年中央电视台春节联欢晚会上的表演的相声节目。
该作品讲述了郭冬临为了让央视节目“出新”，便和冯巩用天津快板（《焦点访谈》）、京东大鼓（女足比赛）和流行歌曲（天气预报）为这些节目进行重新“包装”的故事。
此次节目是冯巩和郭冬临首次在春晚上合作表演相声。后续两人在春晚的合作为2001年小品《得寸进尺》、2002年小品《台上台下》、以及时隔11年后于2013年合作的小品《搭把手不孤独》。